# Barracuda (Lied)
Barracuda ist ein Lied der US-amerikanischen Rockband Heart. Es wurde im Mai 1977 als erste Single aus dem zweiten Album der Band, Little Queen, ausgekoppelt und erreichte als erste Single der Band Chartplatzierungen, unter anderem in Deutschland, Österreich und den USA.

## Hintergrund
Das Lied wurde von den Schwestern Ann und Nancy Wilson zusammen mit Michael Derosier und Roger Fisher geschrieben und für das Album Little Queen in den Kaye-Smith Studios in Seattle aufgenommen. Produzent war Mike Flicker. Barracuda ist der erste Song des Albums und wird von Ann Wilson gesungen.

## Rezeption
Das Lied verfehlte in den USA nur knapp die Top Ten der Billboard Hot 100 und wurde auf Platz elf notiert, in Deutschland erreichte das Lied Platz acht, in Österreich Platz 16 der jeweiligen Charts. Barracuda wurde danach von zahlreichen Künstlern aufgenommen, unter anderem existieren Coverversionen von Joal (1989), Angkor Wat (1990), Doro Pesch (1998) und Fergie (2007). 2006 fand es Verwendung im Computerspiel Prey.